# همن‌لی
همن‌لی (به لاتین: Həmənli) یک منطقه مسکونی در جمهوری آذربایجان است که در شهرستان گران‌بوی واقع شده است. همن‌لی ۱۹۹ نفر جمعیت دارد.